# Eupithecia issyka
Eupithecia issyka är en fjärilsart som beskrevs av Karl Dietze 1913. Eupithecia issyka ingår i släktet Eupithecia och familjen mätare. Inga underarter finns listade i Catalogue of Life.